# Tak tu cicho o zmierzchu... (film 1972)
Tak tu cicho o zmierzchu (ros. А зори здесь тихие) – radziecki film wojenny z 1972 roku w reżyserii Stanisława Rostockiego, oparty na powieści Borisa Wasiliewa pod tym samym tytułem (1969). W 2015 roku powstał remake filmu.
W Polsce film obejrzało w kinach 328 tys. widzów.

## Fabuła
II wojna światowa, rok 1942. Bateria przeciwlotnicza w lasach Karelii strzeżona przez sierżanta Waskowa i oddział świeżo zrekrutowanych do służby kobiet. Nieoczekiwanie na tyłach frontu pojawia się dwóch niemieckich desantowców, przeciwko którym wyprawia się Waskow razem z pięcioosobowym oddziałem. W czasie akcji okazuje się, że w rzeczywistości w lesie znajduje się szesnastu świetnie wyszkolonych Niemców; mimo nierówności sił i niewielkich szans na uzyskanie pomocy Waskow decyduje się na podjęcie walki, by nie dopuścić ich do linii kolejowej. W dramatycznej walce w lasach ginie wszystkie pięć dziewcząt, udaje im się jednak zlikwidować oddział wroga.

## Obsada
- Andriej Martynow – Fiedot Waskow
- Jelena Drapieko – Liza Bryczkina
- Olga Ostroumowa – Żenia Komielkowa
- Jekatierina Markowa – Gala Czetwiertak
- Irina Szewczuk – Rita Osienina
- Irina Dołganowa – Sonia Gurwicz
- Ludmiła Zajcewa – Kirianowa